# Kolashtā Jān
Kolashtā Jān (persiska: Kolashtjān, کلشتا جان) är en ort i Iran.   Den ligger i provinsen Gilan, i den norra delen av landet, 210 km nordväst om huvudstaden Teheran. Kolashtā Jān ligger 1 meter över havet och antalet invånare är 805.
Terrängen runt Kolashtā Jān är platt åt nordväst, men åt sydost är den kuperad. Terrängen runt Kolashtā Jān sluttar norrut.Runt Kolashtā Jān är det ganska tätbefolkat, med 155 invånare per kvadratkilometer. Närmaste större samhälle är Lāhījān, 9,3 km öster om Kolashtā Jān. Trakten runt Kolashtā Jān består till största delen av jordbruksmark.